# Hybanthus leptopus
Hybanthus leptopus är en violväxtart som beskrevs av G. K. Schulze. Hybanthus leptopus ingår i släktet Hybanthus och familjen violväxter. Inga underarter finns listade i Catalogue of Life.